# 加賀八幡駅
加賀八幡駅（かがやわたえき）は、石川県小松市八幡町に存在した北陸鉄道小松線の駅（廃駅）である。

## 概要
小松線のほぼ中間点に位置する駅。同線内では列車交換に対応する唯一の駅であり、小松線の線路保守を担当する小松保線分区が置かれていた。乗降客数は1979年当時、一日平均200人。

## 歴史
- 1929年（昭和4年）5月15日：白山電気鉄道の駅として開業。
- 1937年（昭和12年）11月4日：小松電気鉄道に社名変更、同社の駅となる。
- 1945年（昭和20年）7月20日：小松電気鉄道から北陸鉄道に営業権譲渡、同社の駅となる。
- 1986年（昭和61年）6月1日：小松線全線廃止により廃駅。

## 駅構造
対面式ホーム2面2線で、上りホームに面して木造駅舎があった。廃止時まで駅員が配置されていたが、晩年は運転業務のみ行い、出札業務は行われていなかった。

## 廃止後
跡地は4車線道路の敷地に含まれており、駅舎と保線区の建物があった部分はバス停留所として使用できるよう幅が広くなっているが、バス路線は通っていない。

## 隣の駅
北陸鉄道
小松線
若杉駅 - 加賀八幡駅 - 佐々木駅